# 데파르트망

데파르트망 / 데파르타멘토를 행정구역 단위로 사용중인 국가 현황도.
최상위 행정구역
2급 행정구역

데파르트망(프랑스어: département), 또는 스페인어로 데파르타멘토(스페인어: departamento)는 프랑스에서 유래하여 여러 국가에서 사용되는 행정 구역의 명칭이다. 영어로는 '디파트먼트' (department)라고 쓴다.
최상위 행정구역으로 사용하는 국가는 11개국으로, 아메리카 대륙국 9개국, 아프리카 대륙국 2개국이며, 2급 행정구역으로 사용하는 국가는 10개국으로, 아프리카 8개국, 아메리카와 유럽에 각각 1개국이 있다.

## 역사
단어 자체는 큰 조직의 소속 부서라는 뜻을 지니고 있다. 1793년 프랑스 혁명 정부에서 프랑스 전국 각지의 분열된 봉건적 영토를 두고 통일 주권국가의 소속 구역임을 강조하기 위해 통일된 행정구역으로 정리하면서, '데파르트망'이란 명칭을 처음으로 붙였다. 이는 미국 같은 연방제 국가에서 하위 행정구역명을 '스테이트' (state →국가)라고 이름붙인 것과는 반대되는 행보였다.
혁명 이전에도 프랑스에서는 여러 정치인과 철학가 사이에서 하위 행정구역을 데파르트망으로 바꿔 부르자는 주장이 제기되었다. 가장 최초의 사례는 1764년 다르장송의 글에서 드러나고 있다. 하지만 데파르트망으로의 전환에 본격적으로 주도한 이는 프랑스 혁명지도자 아베 시예였다.
18세기 초 스페인 제국에서 독립한 중남미 국가, 20세기 프랑스 식민지에서 독립한 아프리카 국가들도 프랑스의 데파르트망 행정구역 단위를 가져와 채택하면서, 오늘날 전세계에서 데파르트망 / 데파르타멘토라는 행정구역명을 쓰는 국가는 21개국에 달한다. 이들 가운데서는 체제나 행정구조에 따라 지방 입법부를 따로 설치한 지방자치제 국가도 있고, 설치하지 않은 단일 국가도 있다.

## 사용국 목록
데파르트망
- 베냉
- 부르키나파소
- 카메룬
- 차드
- 콩고 공화국
- 코트디부아르
- 프랑스
- 가봉
- 아이티
- 모리타니
- 니제르
- 세네갈

데파르타멘토
- 아르헨티나
- 볼리비아
- 콜롬비아
- 엘살바도르
- 과테말라
- 온두라스
- 니카라과
- 파라과이
- 우루과이

## 옛 사용국 목록
- 바타비아 공화국
- 치살피나 공화국
- 프랑스 제1제국
- 그란콜롬비아
- 멕시코 공화국
- 멕시코 제2제국
- 홀란트 왕국
- 이탈리아 왕국 (1805년~1814년)
- 이탈리아 공화국
- 페루 - 2002년 레히오네 (Regiones)로 대체.
- 바르샤바 공국
- 미국 - 알래스카주의 주 승격 전 사용.
- 베스트팔렌 왕국

## 같이 보기
- 프랑스의 데파르트망
- 프랑스의 해외 데파르트망과 영토
- 프랑스에서 기원한 행정구역명
  - 레지옹
  - 아롱디스망
  - 캉통